# Statul Unitatea
Statul Unitatea este una dintre cele 10 unități administrativ-teritoriale de gradul I ale Sudanului de Sud. Reședința sa este orașul Bentiu.